# ۲۴ هفته
۲۴ هفته (آلمانی: 24 Wochen)؛ فیلمی در ژانر درام محصول سال ۲۰۱۶ میلادی آلمان به کارگردانی آنه زوهرا براچه است، که برای شرکت در بخش مسابقه برای کسب جایزهٔ خرس طلایی در شصت و ششمین دورهٔ جشنواره بین‌المللی فیلم برلین انتخاب شد. این فیلم روایتی از موضوع سقط جنین را به نمایش می‌گذارد. از ۲۳ فیلمی که در بخش‌های مسابقه و خارج از مسابقهٔ این فستیوال به نمایش در می‌آید، تنها فیلم «۲۴ هفته»، از این کارگردان زن از کشور آلمان به بخش مسابقهٔ بین‌المللی دعوت شد.

## خلاصه داستان
آسترید (یولیا ینچ) کمدین موفقی است که در انتظار تولد فرزند دوم خود است و ماه ششم بارداری را از سر می‌گذراند. آزمایش‌های پزشکی نشان می‌دهند که فرزند به دنیا نیامده، به بیماری «سندروم داون» مبتلاست است و دریچه‌های قلب او نیز نقص دارند. از این رو پزشکان به پدر و مادر می‌گویند که بچه معلول به دنیا می‌آید و بهتر است که آن را سقط کند. یک بحران عاطفی در زندگی این زن که بازیگر صحنه‌های کاباره است اتفاق می‌افتد.
اینک زن و شوهر بر سر این تصمیم بسیار جدی قرار می‌گیرند که فرزند را با همهٔ بیماری‌هایش بپذیرند یا تن به سقط جنین بدهند.

## بازیگران
- یولیا ینچ در نقش آسترید
- بیارنه مدل در نقش مارکوس
- یوهانا گاسدورف در نقش Beate
- Emilia Pieske در نقش نیله
- ماریا-ویکتوریا دراگوس در نقش کیتی